# Evanston (Illinois)
Evanston és una municipalitat suburbana a Cook County, Illinois 12 milles al nord del centre urbà de Chicago, té una població estimada de 74.549 (2010). Es troba al costat del Llac Michigan. És la seu de la Northwestern University.

## Història
Abans de la dècada de 1830, aquesta zona estava pràcticament deshabitada i hi havia grans aiguamolls i boscos pantanosos. Tanmateix els amerindis Potawatomi des de temps antics hi tenien assentaments semipermanents.

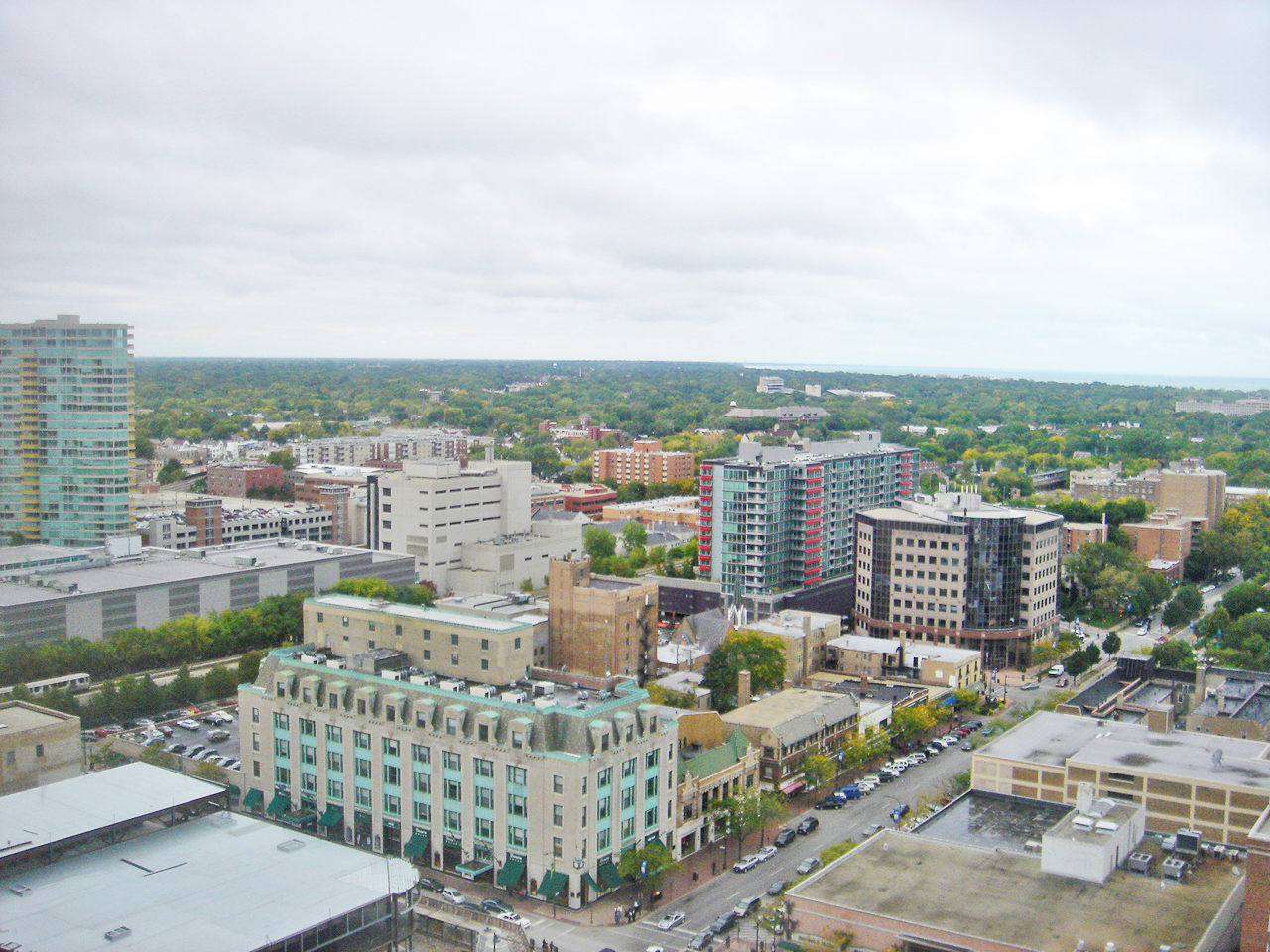
Una part del centre urbà d'Evanston (octubre de 2005).

Els exploradors es referien a la zona en general com "Grosse Pointe" per un pont de terra que hi havia al Llac Michigan a prop de la desembocadura del riu Chicago.
L'any 1850 es va organitzar una població (township) anomenada Ridgeville Township i tenia uns pocs centenars d'habitants.
L'any 1851, un grup d'homes de negocis de religió metodistq fundaren la Northwestern University (Universitat del Nord-oest)i l'institut bíblic Garret (Garrett Biblical Institute). El 1854, els fundadors d'aquesta universitat van presentar al jutge del comtat els seus plans per fer una ciutat que es diria Evanston en honor de John Evans, un dels seus líders. El 1857 aquesta petició es va fer efectiva. La township d'Evanston es va separar de Ridgeville Township; al mateix temps
Va ser oficialment una ciutat el 1892. The 1892 boundaries are largely those that exist today.

## Fills il·lustres
- Charlton Heston (1923 - 2008) actor i director
- Edmund Strother Phelps (1933 -) economista, Premi Nobel d'Economia de l'any 2006.

Hi van residir, diversos actors molt coneguts com ara Marlon Brando i els germans Joan Cusack i John Cusack.